# Рацемічна сполука
Рацемі́чна сполу́ка (рос. рацемическое соединение, англ. racemic compound) —
- 1. Один з рацемічних різновидів (має ще назву істинний рацемат), що є молекулярною сполукою (аддуктом) з двох хімічно незв'язаних енантіомерів. Становить гомогенну тверду фазу, має інші фізичні константи, ніж кожен з енантіомерів. На діаграмі плавлення, як i індивідуальні речовини, має чітку температуру плавлення, котра може бути вищою (найчастіше) або нижчою, ніж окремих енантіомерів.
- 2. Кристалічний рацемат, в якому два енантіомери присутні в однакових кількостях у вигляді добре упорядкованих агрегатів у ґратці гомогенної кристалічної сполуки приєднання.